# Civic Fab
Civic Fab est une organisation non gouvernementale française créée en 2010 spécialisée dans les technologies numériques appliquées aux projets d’intérêt public et d’innovations sociales. L’ONG agit en ligne et sur le terrain, auprès de publics jeunes et/ou en situation de vulnérabilité. Depuis juillet 2020, elle est membre de l'observatoire de la haine en ligne,.

## Histoire
En 2014, sous le nom d’Idpi, l’association lance un baromètre de la haine en ligne avec le sociologue Joël Gombin,, en lien avec le Commissariat général à l'Égalité des territoires. Elle analyse le bouleversement du web politique au lendemain de l'attentat contre Charlie Hebdo, travaux dont les principaux résultats sont publiés dans le livre Le défi Charlie, aux éditions Lemieux éditeur en 2016[réf. souhaitée].
À partir de 2016, devenue Civic fab, elle s’engage dans plusieurs initiatives destinées à prévenir la diffusion de la haine en ligne, à éduquer aux médias numériques et à consolider les liens sociaux dans une société fragmentée[réf. souhaitée].
En 2019, le Fonds pour le Civisme en Ligne de Facebook France prime le programme Sens Critique de l'association.

## Organisation
Le président de l'association est Xavier Desmaison (d), ses administrateurs sont Karim Amellal et Marie Leca (d).
Karim Amellal a été délégué général de Civic Fab de 2017 à 2020, date à laquelle il devient administrateur après avoir été nommé ambassadeur, délégué interministériel à la Méditerranée. En mars 2018, le président de la République Emmanuel Macron lui confie, ainsi qu'à Gil Taïeb, vice-président du CRIF, et Laetitia Avia, députée de Paris (LREM) une mission pour lutter plus efficacement contre la haine, le racisme et l'antisémitisme sur internet. Ils remettent leur Rapport visant à renforcer la lutte contre le racisme et l'antisémitisme sur internet au Premier ministre Édouard Philippe le 20 septembre 2018, lequel contient vingt propositions opérationnelles pour endiguer la haine sur internet et davantage réguler les plateformes dans ce domaine.
En 2019, Xavier Desmaison fait paraître un essai consacré aux transformations sociales, dans lequel il reprend une partie des travaux de Civic Fab,.
Selon ses statuts, Civic Fab est une association indépendante politiquement[réf. souhaitée]. Elle bénéficie du soutien d’organisations publiques (CGET, CIPDR, DILCRAH, préfectures, gouvernement) autant que privées (Facebook, Google, Antidox (d))[réf. souhaitée].

## Projets
What the Fake est une initiative en ligne qui vise à combattre les discours de manipulation (fake news, théories du complot) et extrémistes qui prolifèrent sur Internet. Des vidéos sont diffusées sur les réseaux sociaux et cible les adolescents et les jeunes adultes francophones. En 2019, elle capitalise près de 15 millions de vues sur les réseaux sociaux (Facebook, Instagram et Youtube).
« Sens critique » est un dispositif de terrain destiné à encourager l’esprit critique à travers une démarche fondée sur la créativité. Les ateliers « Sens critique » déployés sur le territoire national ciblent prioritairement des jeunes vulnérables. En 2019, le programme est primé par le Fonds pour le Civisme en Ligne de Facebook France.
« On s’parle » est une initiative en ligne centrée sur le fait religieux, qui propose des programmes vidéos sur la dialogue entre les religions et promeut des discours apaisés et positifs sur le fait religieux[réf. souhaitée].
Civic Fab travaille aussi à accompagner certaines grandes politiques d’intérêt général, comme la prévention en santé, la transition énergétique, la question de la diversité ou la consolidation du lien civique.

## Financement
Civic Fab fait partie des dix-sept bénéficiaires du Fonds Marianne visant à lutter contre la « propagande séparatiste », au cœur d’une polémique concernant sa gestion en avril 2023. L'ONG a reçu 315 400 euros pour un programme contre la haine en ligne,. 
Civic Fab a justifié l’utilisation de ces fonds notamment dans le cadre des auditions devant la Commission d'enquête du Sénat, comme le média Le Monde l’a rapporté : « Les premières associations entendues mardi, Civic Fab, Fraternité générale ou l’Observatoire du conspirationnisme, dont le travail est reconnu depuis des années, avaient pu sans difficulté détailler l’usage qu’elles avaient fait du fonds ». L'association indique que ces fonds ont permis notamment de renforcer sa présence sur les réseaux sociaux pour contrer les discours de haine en ligne.

## Ouvrages
- Pierre Lefébure et Claire Sécail (Dir.), Le Défi Charlie, Les médias à l’épreuve des attentats, Lemieux éditeur, 2016 (ISBN 978-2373440478)
- Xavier Desmaison et Guillaume Jubin, Le Bûcher des Vérités, Quelles stratégies dans un monde de fake news ?, Editions Hermann, 20 novembre 2019 (ISBN 979-1037002549).